# Lutherse Kerk (Zelenogorsk)
De Kerk van de Transfiguratie (Russisch: Кирха Преображения Господня) is een luthers kerkgebouw in de stad Zelenogorsk (Fins: Terijoki), in een gebied dat Finland moest afstaan aan de Sovjet-Unie en tegenwoordig onder de jurisdictie van Sint-Petersburg valt.

## Geschiedenis
De lutherse gemeente van Terijoki werd opgericht in 1904 en de kerk werd ontworpen en gebouwd door de Finse architect Josef Stenbäck die veel kerken bouwde.
De stad moest in 1939 tijdens het begin van de Winteroorlog in alle haast worden geëvacueerd. Daarom konden er weinig culturele voorwerpen worden gered. Toen Finse troepen in 1941 de stad heroverden, bleek dat de kerk in een bioscoop was veranderd. De kerkbanken waren van hun plaats gehaald en stonden verspreid in de kerkzaal. Het retabel voorstellende de Kruisafname van Christus, een werk uit 1913 van de kunstenaar Ilmari Launis, was met andere kerkelijke voorwerpen verdwenen en de klokkentoren was afgebroken. De soldaten die deelnamen aan de herovering van Terijoki boden de kerk een nieuw retabel, Christus in de storm, aan van de kunstenaar Eeli Jaatinen.
Tijdens een nieuwe evacuatie van de stad in 1944 werd dit altaarstuk gered en ondergebracht in de kerk van de Zuid-Finse plaats Pusula.
In 1998 werd de kerk heropend voor de lutherse eredienst. Tegelijkertijd werd de klokkentoren herbouwd. De parochies van Järvenpää en Hämeenlinna financierden de restauratie. Op de plaats van het retabel bevindt zich nu een crucifix van hout.
Tegenwoordig heeft de kerk een reputatie op het gebied van orgelconcerten.

## Afbeeldingen van de kerk voor de oorlog

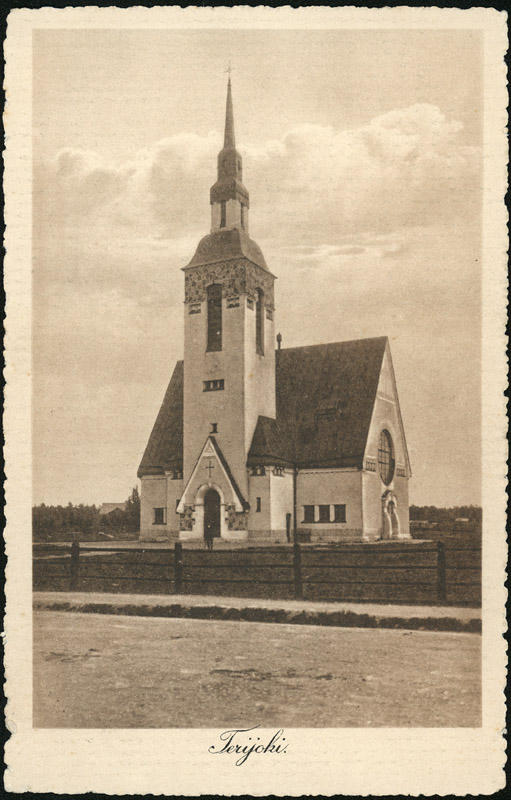
De kerk net na de bouw
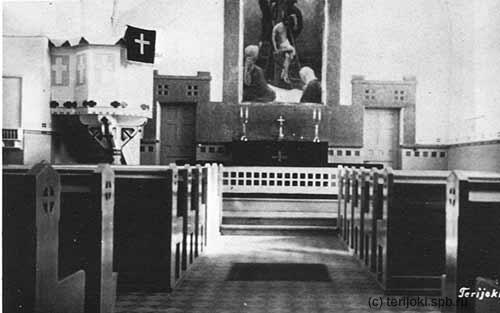
Het interieur in 1908